# Kunst (Drama)
»Kunst« (Originaltitel: « Art ») ist das dritte Theaterstück der französischen Autorin Yasmina Reza. Es wurde 1994 in Paris uraufgeführt und schnell zu einem Welterfolg; es erhielt mehrere Preise (Molière, Tony Award, Laurence Olivier Award) und wurde bisher in 40 Sprachen übersetzt.
Das Stück handelt davon, dass eine langjährige Freundschaft dreier Männer durch ein Bild auf die Probe gestellt wird. Einer der drei (Serge) hat ein „weißes Bild mit weißen Streifen“ gekauft – für nicht weniger als 200.000 Francs. Er verteidigt sich und seine Entscheidung, der zweite (Marc) attackiert ihn, der dritte (Yvan) versucht zu vermitteln. Ihre langjährige Freundschaft gerät ins Wanken.
Die Komödie reizt nicht nur zum Lachen; das Lachen ist Thema des Stückes. Die Autorin selbst sagt dazu: „Das Drama von „Kunst“ ist ja nicht, dass Serge das weiße Bild kauft, sondern dass man mit ihm nicht mehr lachen kann.“ Zum autobiografischen Hintergrund ergänzt sie: „Die Geschichte ist mir passiert mit einem Freund, der ein weißes Bild gekauft hat. Er ist Dermatologe, und ich habe ihn gefragt: ‚Wieviel hast du dafür bezahlt?‘ Und er hat geantwortet: ‚Zweihunderttausend Francs.‘ Und ich brüllte vor Lachen. Er allerdings auch. Wir sind Freunde geblieben, weil wir lachten. Als er das Stück las, lachte er auch. Es hinderte ihn nicht daran, sein Bild weiterhin zu lieben.“

## Buchausgabe
- Yasmina Reza: »Kunst«. Komödie. Aus dem Französischen von Eugen Helmlé, Libelle-Verlag, Lengwil 1996, ISBN 978-3-905707-22-9.

## Belege
1. ↑  Die Anführungszeichen sind Teil des Titels, siehe die Verlagswebsite
2. 1 2  Schreiben ist ein Erschließen des Unbekannten. Yasmina Reza im Gespräch mit Reinhard Palm. In: Programmheft zu Drei Mal Leben. Akademietheater Wien, 2000/2001.